# Джалабашвилеби
Джалабашвилеби (груз. ჯალაბაშვილები) — село в Кедском муниципалитете Грузии.

## География
Село расположено на левом берегу реки Аджарисцкали. Высота над уровнем моря — 780 метров. Находится в 20 километрах от посёлка городского типа Кеда.

## Население
Согласно переписи 2014 года, в селе проживало 310 человек.

### Демография
| Год переписи | Численность населения |
| ------------ | --------------------- |
| 2002         | 440                   |
| 2014         | 310                   |